# Clemente Onelli
Clemente Onelli är en ort i Argentina.   Den ligger i provinsen Río Negro, i den sydvästra delen av landet, 1 300 km sydväst om huvudstaden Buenos Aires. Clemente Onelli ligger 1 080 meter över havet och antalet invånare är 114.
Terrängen runt Clemente Onelli är platt söderut, men norrut är den kuperad. Clemente Onelli ligger nere i en dal. Trakten runt Clemente Onelli är nära nog obefolkad, med mindre än två invånare per kvadratkilometer..
Omgivningarna runt Clemente Onelli är i huvudsak ett öppet busklandskap.